# Haselblattroller

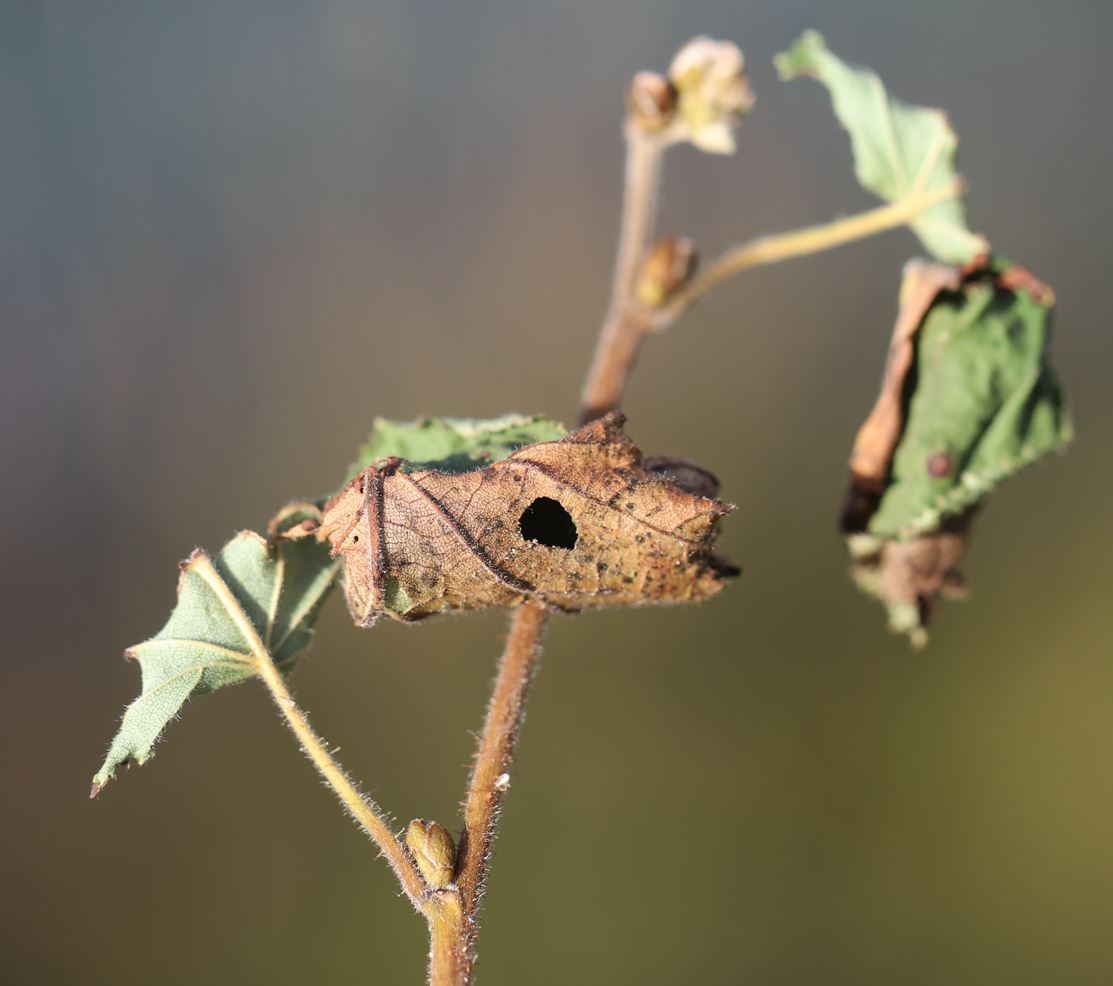
Blattrolle eines Haselblattrollers mit Austrittsloch eines am 30. September geschlüpften Käfers

Der Haselblattroller (Apoderus coryli) ist ein Käfer aus der Familie der Blattroller. Es handelt sich um einen Rüsselkäfer im weiteren Sinne. Bei oberflächlicher Betrachtung kann er mit dem Eichenblattroller (Attelabus nitens) und mit Apoderus erythropterus verwechselt werden. Alle drei Arten stellen als Art der Brutfürsorge Blattwickel her, in die die Eier gelegt werden.
Der Käfer ist in Deutschland nicht geschützt, steht aber in Schleswig-Holstein als „potentiell gefährdet“ auf der Vorwarnliste.

## Bemerkungen zum Namen
Die Art wurde 1758 von  Linné als zweite Art der Gattung Attelabus unter dem Namen Attelabus Coryli erstmals beschrieben. Der Beschreibung fügt Linnè an: Habitat in foliis Coryli, que in cylindrum convolvit.. (lateinisch Lebt auf Blättern der Hasel, die er zu einem Zylinder rollt). Dadurch erklärt sich der Artname coryli (lat. auf Haselnuss), sowie der deutsche Name „Haselblattroller“.
Herbst teilte die Gattung Attelabus im Sinne Linnés in Attelabus (im engeren Sinn), Rhynchites und Apion. Olivier spaltete die erste Gattung nochmals, indem er die Gattung Apoderus abtrennte: en séparant ...les espèces, dont la tête est postérieurement alongée et articulée par énarthrose au corcelet, de celles dont elle y est jointe et comme inplantée (französisch indem ich die Arten, deren Kopf hinten verlängert und wie über ein Kugelgelenk mit dem Halsschild verbunden ist, getrennt habe von den Arten, bei denen der Kopf wie eingepflanzt im Halsschild sitzt). So  erklärt sich der Gattungsname Apóderus von altgr. από apó, ab und δέρη dére, Hals, der aussagt, dass der Kopf deutlich abgeschnürt ist.
Die Gattung Apoderus ist nur mit zwei Arten vertreten, die verschiedenen Untergattungen zugeordnet sind.

## Merkmale des Käfers
Der Käfer wird sechs bis acht Millimeter lang. Er kann von den beiden anderen mitteleuropäischen rot-schwarzen Käfern der gleichen Größenklasse und mit kurzem Rüssel sicher unterschieden werden. Apoderus coryli hat einen roten Halsschild, während der Halsschild des selteneren Apoderus erythropterus schwarz ist. Vom Eichenblattroller (Attelabus nitens), der heute einer anderen Unterfamilie zugerechnet wird, unterscheidet sich der Haselblattroller durch das Vorhandensein eines Halses, hervorstehende Augen, die Form von Halsschild und Schildchen sowie die Struktur der Flügeldecken.
Der Halsschild ist beim Haselblattroller vorn und an der Basis abgeschnürt (Abb. 1 und 5). Von vorn nach hinten erweitert er sich glockenförmig. Die Färbung kann variieren, jedoch ist zumindest der hintere Teil des Halsschildes rot, nur der Vorderrand und gelegentlich ein schmaler Längsstreifen am Vorderende des Halsschildes sind schwarz. Der Halsschild ist wie der Kopf sehr fein und zerstreut punktiert.
Die Flügeldecken (Abb. 8) sind kurz, ihre Seiten verlaufen bis kurz vor dem Ende parallel. Hinten sind sie gemeinsam breit verrundet und bedecken den Hinterleib nicht vollständig. Die ausgeprägten Schultern sind deutlich breiter als der Halsschild. Grobe Punktstreifen unterteilen die Flügeldecken, von den schmalen Zwischenräumen ist der dritte und fünfte im Basisbereich rippenartig erhöht (weiße Pfeile in Abb. 8). Der vierte Zwischenraum ist nach hinten erweitert und weist dort zwei weitere Punktstreifen auf (Abb. 8 links türkis und grün, a und b). Im Unterschied zum glänzenden Kopf und Halsschild erscheinen die Flügeldecken wegen einer feinen Querrunzelung nur mattglänzend. Das Schildchen ist viel breiter als lang, dreieckig bis trapezoid und ohne Punktstreifen.
Der Kopf ist zum Halsschild hin halsartig verengt (Abb. 5). Die Form des Kopfes ist bei Männchen und Weibchen leicht verschieden. Bei Weibchen ist er vor dem Hals eher spitz auslaufend, bei Männchen eher rund. Die seitlich gelegenen Augen sind halbkugelförmig hervorstehend. Die dahinter liegenden Schläfen sind länger als der Rüssel und verengen sich nach hinten glockenförmig. Der Rüssel ist etwa gleich lang wie breit. Die Fühler sind in nur sehr kleinem Abstand zueinander wenig vor der Hälfte des Rüssels eingelenkt (Abb. 6). Sie sind nicht wie bei der Mehrzahl der Rüsselkäfer gekniet, sondern gestreckt. Das Basisglied ist nicht sonderlich groß, aber deutlich länger als das zweite Fühlerglied (Abb. 6). Beim Männchen sind die Fühler etwas länger als bei den Weibchen. Die Fühlergruben sind kurz und breit und verlaufen seitlich des Rüssels senkrecht nach unten (Abb. 5).
| | |
| Abb. 1: Seitenansicht | Abb. 2: Farbvariante |
| | |
| Abb. 3: Blattwickel von oben | Abb. 4: von der Seite |
| | |
| Abb. 5: Kopf, seitlich | Abb. 6: von vorn |
| | |
| Abb. 7: Schiene des rechten Vorderbein links Männchen von innen, rechts Weibchen von außen Innenrand gezähnt beim ♂ mit einem Endsporn, beim ♀ mit zwei Endspornen | Abb. 8: Flügeldecken, links Kopie koloriert 1,…,5: 1. bis 5. Punktstreifen a,b: zusätzliche Punktstreifen im 4. Zwischenraum; weiße Pfeile: rippenartige Erhöhung des 3. und 5. Zwischenraums |

Die Schenkel sind an der Basis rot, gegen Ende wie die übrigen Teile des Beines schwarz. Die Schienen sind auf der Innenseite fein gezähnt. Auf der vorderen Außenseite enden sie beim Männchen in einen hakenartig gekrümmten Sporn (Abb. 7 links), beim Weibchen laufen sie in zwei solche Sporen aus (Abb. 7 rechts). Die Tarsen sind viergliedrig. Das dritte Glied ist gelappt und das Klauenglied lang. Die Klauen sind an der Basis verwachsen und ungezähnt. Die Vorderhüften sind zapfenförmig und berühren sich.

## Biologie
Die Weibchen fertigen Blattwickel (als Bildfolge Abb. 9, hängende Wickel Abb. 3 und 4). Im Gegensatz zu den „Längsrollern“ unter den Blattrollern, deren Wickel parallel zur Blattachse gerollt werden, gehört der Haselblattroller zu den „Querrollern“, bei denen die Blattachse aufgerollt wird.
Die Art des Einschnitts für den Wickel hängt von der Wirtspflanze ab. Bei Haselnussblättern wird das Blatt einseitig vom Rand leicht gebogen auf die Mittelrippe zu eingeschnitten. Die Mittelrippe wird senkrecht zerschnitten, der Schnitt endet kurz dahinter. Anschließend werden die Mittelrippe und gelegentlich die stärkeren Rippen auf der angeschnittenen Seite mehrfach angekerbt. Dadurch wird die Versorgung mit Wasser unterbrochen und der Turgordruck sinkt. Außerdem wird die Mittelrippe leichter rollbar. Während der Wartezeit, bis das Blatt genügend gewelkt ist, kann die Paarung stattfinden. Die Männchen warten bereits auf diese Ruhepause der Weibchen. Durch die einsetzende Welkung unterstützt werden die Blatthälften mit der Oberseite nach innen aufeinandergelegt, so dass die Mittelrippe die eine Seite, der Blattrand die andere Seite der doppellagigen Blattspreite bildet. Diese wird jetzt von der Blattspitze aus aufgerollt. Das Weibchen steht dabei mit der einen Hälfte auf dem wachsenden Wickel, mit der anderen auf dem noch nicht gewickelten Teil und zwängt die beiden Hälften mit den Beinen zusammen.
Während des Wickelns wird in den noch nicht gewickelten Teil ein Schlitz genagt. Dieser wird mit dem Rüssel zu einer Tasche ausgebeult, in die ein Ei abgelegt wird. Das Ei liegt also zwischen den ursprünglichen Blattoberseiten. Anschließend wird die Tasche in den Wickel eingerollt. Diese Eiablage wird nicht selten wiederholt. Im fertigen Wickel befinden sich also meist ein, nicht selten zwei und ausnahmsweise bis zu vier Eier.
Nachdem die Blattspreite aufgerollt ist, werden die Ränder zusammen mit den darunter liegenden Schichten des Wickels mit dem Rüssel angestochen. Dabei werden die zackigen Lochränder der äußeren Schichten in die unteren Schichten geschoben, die Ränder werden sozusagen „zusammengenietet“. Die Nieten sind ausreichend stabil, bis der Wickel nach dem Trocken sowieso formstabil bleibt. Das Ende des Wickels, das durch den aufgerollten Blattrand gebildet wird, wurde bereits beim Beginn des Rollvorgangs nach innen geschoben und der Wickel dabei unten geschlossen. Das Ende des Wickels, der durch die aufgerollte Mittelrippe gebildet wird, wird nun ebenfalls geschlossen.
Der Wickel hängt nun an dem nicht durchnagten Teil der Blattspreite. Es ergeben sich zwei Möglichkeiten. Entweder die verbliebene Verbindung wird vom Käfer durchnagt. Er hält sich dabei an der Blattbasis fest und hält den Wickel mit den Hinterfüßen. Dann lässt er ihn fallen. Zwischen dem vermodernden Falllaub steht in aller Regel genügend Feuchtigkeit für eine Entwicklung der Larve zur Verfügung. Im anderen Fall wird der Wickel nicht abgetrennt und über den noch nicht abgetrennten Teil der Blattspreite in ausreichendem Maß mit Feuchtigkeit versorgt (Abb. 3 und 4). Der Larve steht in dem langsam sich von außen bräunenden Wickel noch lange frisches Pflanzengewebe als Nahrung zur Verfügung. Der Wickel kann dabei nahe dem Blattstiel oder mehr im Spitzenbereich des Blattes liegen.
Bei anderen Wirtspflanzen kann die Art des Wickels abweichen. Bei den stabileren Blättern der Schwarz-Erle wird die Hauptader nicht durchtrennt, sondern die Blattspreite von beiden Seiten bis zur Mittelrippe angeschnitten. Nach der Fertigstellung des Wickels wird die Mittelrippe ebenfalls durchnagt und der Wickel fällt zu Boden. Dort ist die Feuchtigkeit genügend hoch, um der Larve das Überleben zu ermöglichen. Dünnere Blätter trocknen leichter aus und werden deswegen auf die bei Haselnussblättern beschriebene Art geschnitten und gerollt. Dickere Blätter dagegen enthalten genügend viel Feuchtigkeit und die Rolle wird deswegen abgebissen.
Das Weibchen läuft bei der Suche nach einem geeigneten Blatt für die Eiablage den Blattrand entlang. Es beißt dabei auch mehrmals ins Blatt. Zumindest bei der verwandten Art Apoderus balteatus belegen Experimente, dass durch eine festgelegte Art, die Blätter abzuschreiten sowie durch Bisse, die Größe und Dicke des Blattes erfasst wird. Es wird dann ein Blatt gewählt, das für die Anzahl der Eier, die im daraus gefertigten Wickel abgelegt werden, die passende Größe hat.
Es können mehrere Wickel pro Tag hergestellt werden. Die Zeit der Eiablage kann sich über mehrere Wochen hinziehen.
Aus den gelblichen Eiern schlüpfen die Larven, die zuerst die Eihüllen fressen und sich danach von dem sie umgebenden Pflanzenmaterial des Wickels ernähren. In den folgenden Stadien färben sich die Larven lachsrot. Sie verbleiben im Wickel, in dem sich der schwarze, fadenförmige Kot der Larven ansammelt.
Die Verpuppung findet ebenfalls im Blattwickel statt. Bereits im Sommer schlüpfen die Käfer. Diese beginnen nun ihrerseits mit Paarung, Anfertigung von Wickeln und Eierablage. Es gibt also pro Jahr zwei Generationen. Die Larven der zweiten Generation überwintern im Wickel, der spätestens gegen Ende des Jahres abfällt. Sie verpuppen sich erst im folgenden Frühjahr. Dies gilt für Mitteleuropa. Für Nordeuropa wird dagegen angegeben, dass die im Sommer geschlüpften Tiere sich nicht mehr im gleichen Jahr fortpflanzen. Sie überwintern als Imagines und Paarung und Eiablage erfolgen erst im folgenden Frühjahr. Der Entwicklungszyklus wäre demnach einjährig. Dass die Entwicklungsdauer einer Art je nach den klimatischen Verhältnissen länger oder kürzer ist, ist unter Insekten nicht ungewöhnlich.

Abb. 9: Anfertigung eines Blattwickels aus einem Haselnussblatt mit abschließender Abtrennung des Wickels
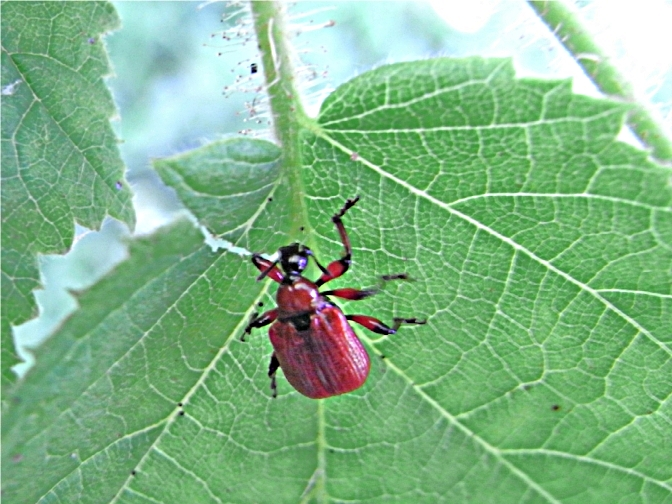
01: Der Käfer beginnt damit, die Blattspreite links nahe dem Stiel bogenförmig einzuschneiden
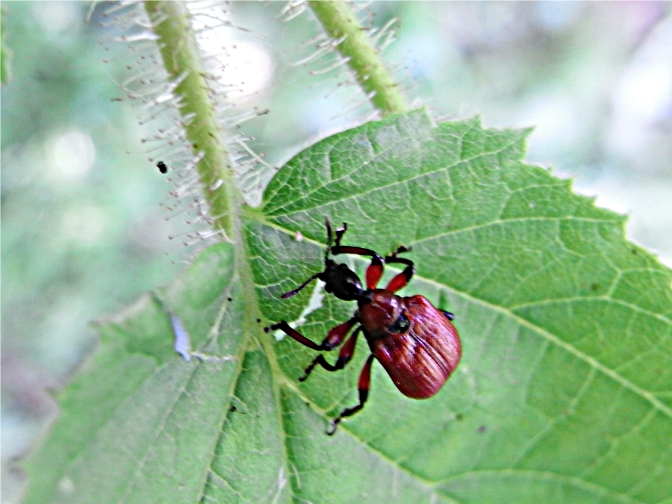
02: Er durchbeißt dabei auch die Mittelrippe und führt den Schnitt auf der anderen Blatthälfte weiter
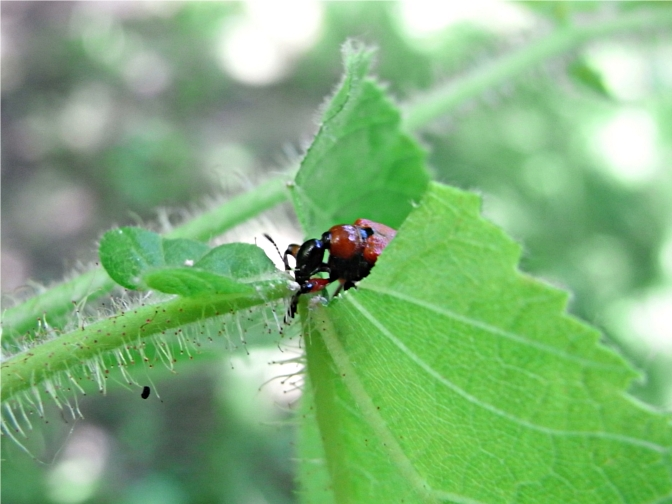
03: Auch von rechts wird das Blatt angeschnitten, bis es unter seinem Gewicht nach unten abknickt
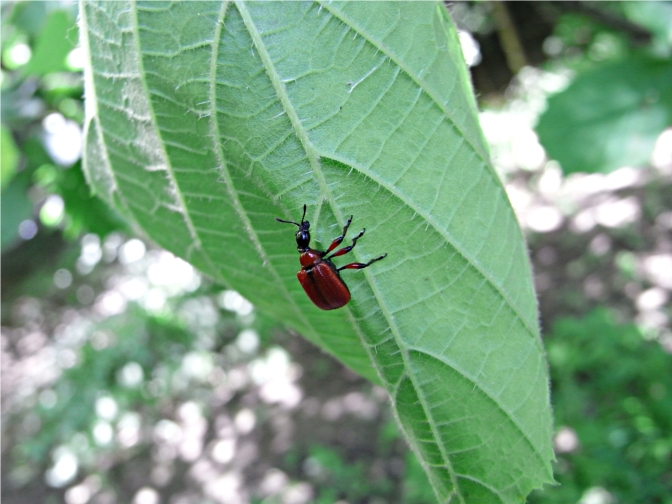
04: Der Käfer läuft nun unterseits der Mittelrippe entlang und zwängt mit den Beinen die beiden Blatthälften zusammen
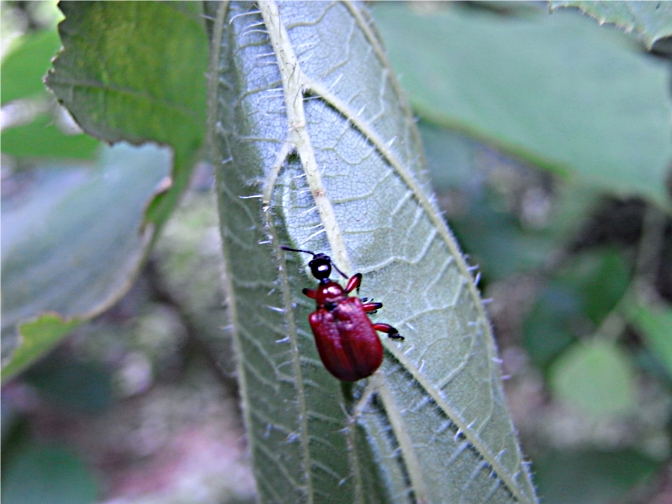
05: So entsteht neben der Mittelrippe ein Falz und die Hälften der Blattunterseite kommen nach außen zu liegen
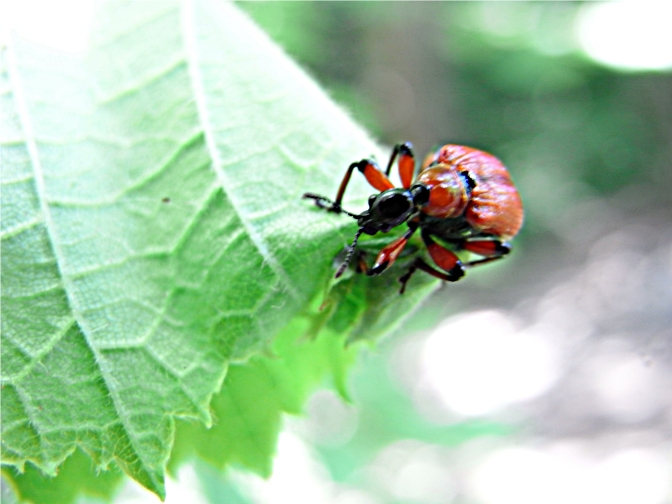
06: Die äußerste Blattspitze wird mit Mundwerkzeugen und Beinen nach innen gefaltet
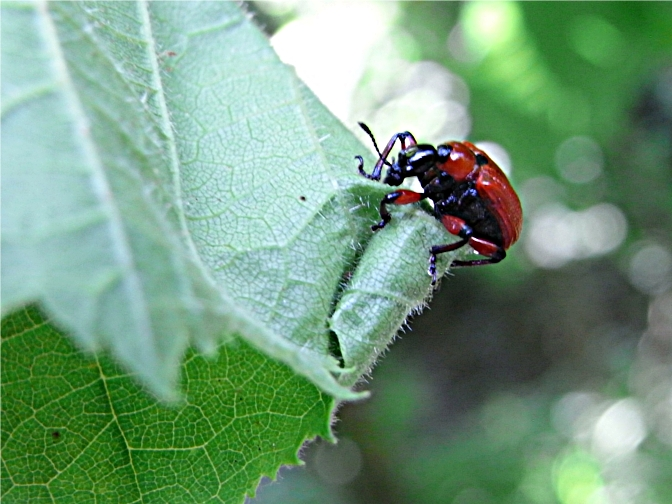
07: Die gefaltete Blattspitze wird nach oben gerollt, die Blattunterseite kommt im Wickel nach außen zu liegen
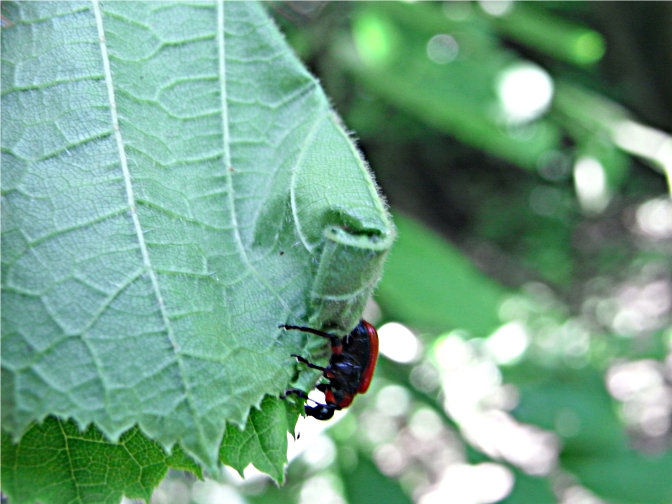
08: Das Ende des ersten Wickelumlaufs, das am Blattrand liegt, wird mit diesem „vernietet“
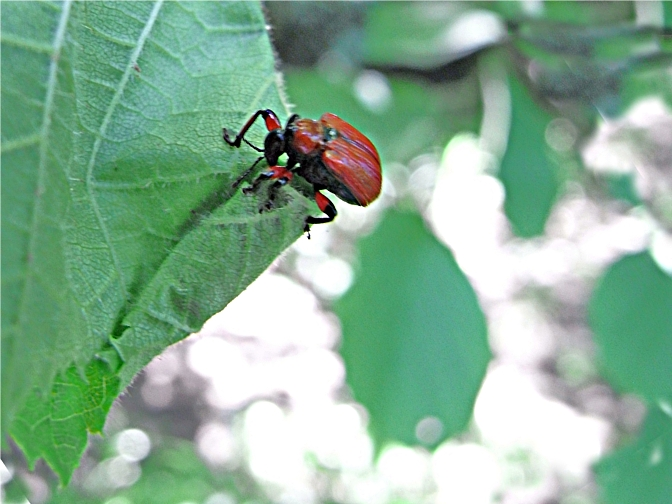
09: Der Wickel wird ein Stück weitergeführt und mehrfach gefalzt und verkantet, damit er sich nicht wieder entrollt
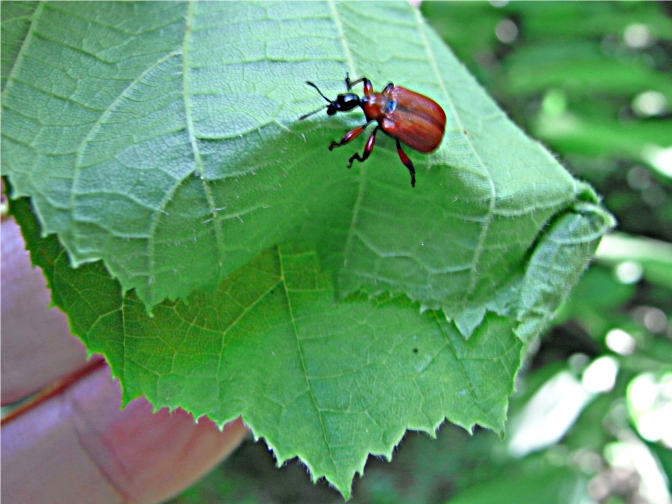
10: Mit Mundwerkzeugen und Beinen wird die Blatthälfte, auf der der Wickel sitzt, im unteren Bereich quer zur Mittelrippe vorgefalzt
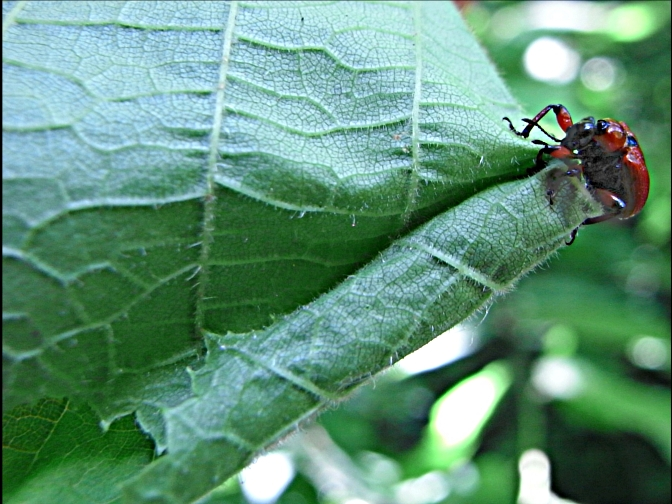
11: und der Wickel ein Stück weiter gerollt, wobei er fern der Mittelrippe nicht aufliegt. Vielmehr entsteht eine Tasche
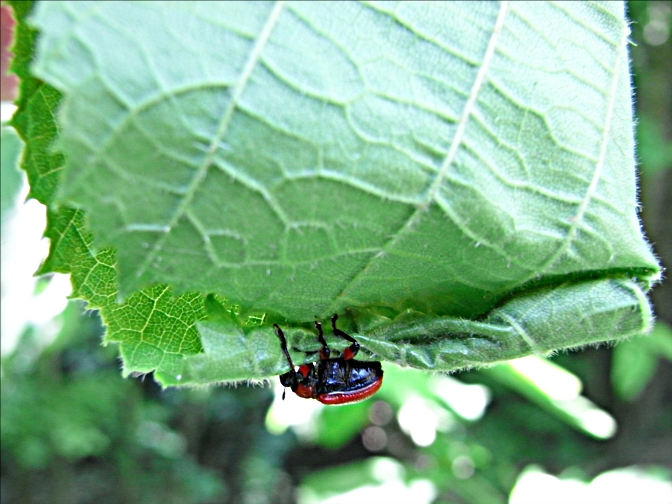
12: Das am Blattrand liegende Wickelende wird zwischendurch immer wieder zusammengepresst
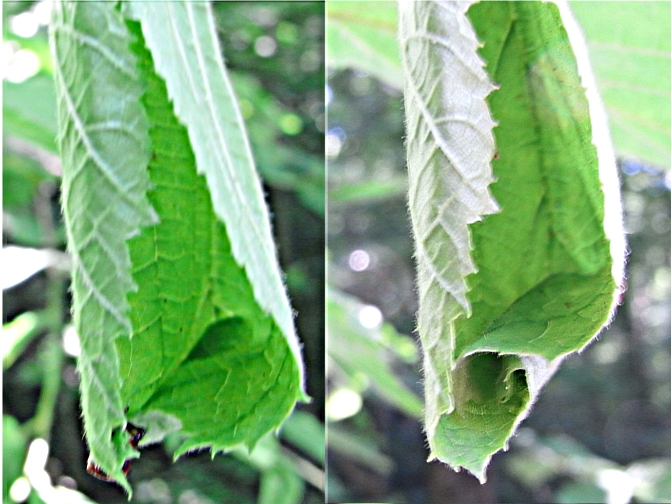
13: Sicht vom Blattrand her, rechts etwas später als links. Man erkennt die Bildung der Tasche
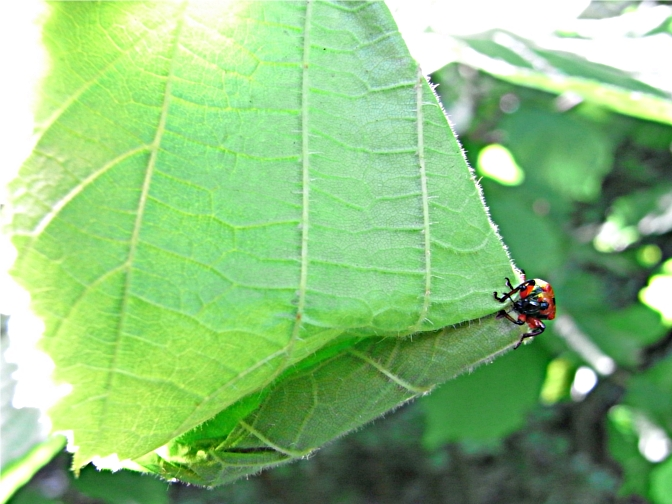
14: Jede neue Lage des Wickels wird von innen begonnen
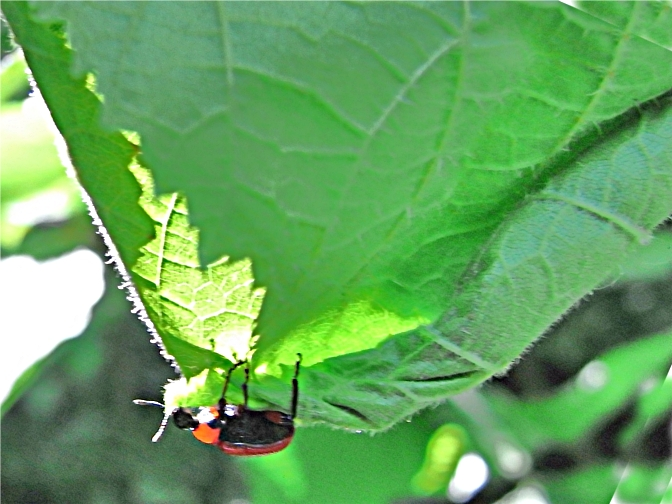
15: und endet mit dem Zusammenpressen des äußeren Endes
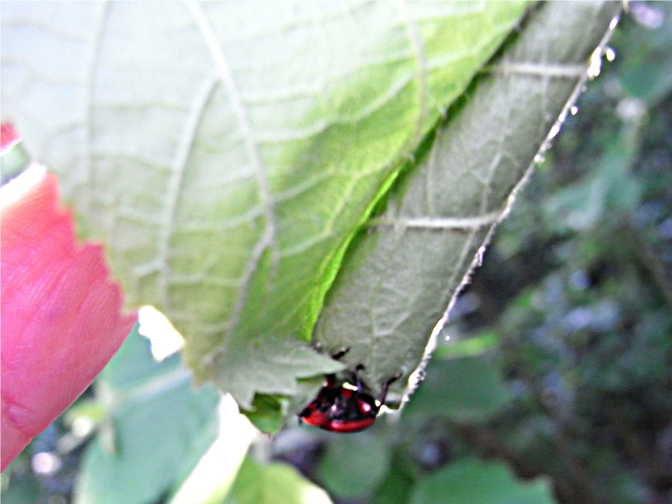
16: Der zusammengepresste Rand wird nach innen gestülpt
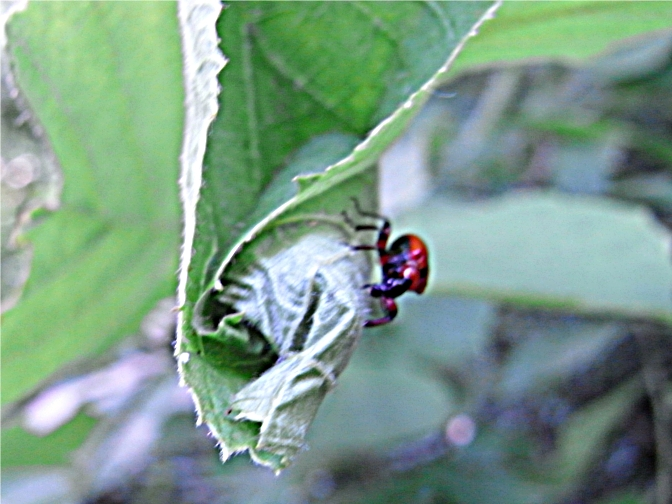
17: Sicht vom Blattrand her zu einem späteren Zeitpunkt
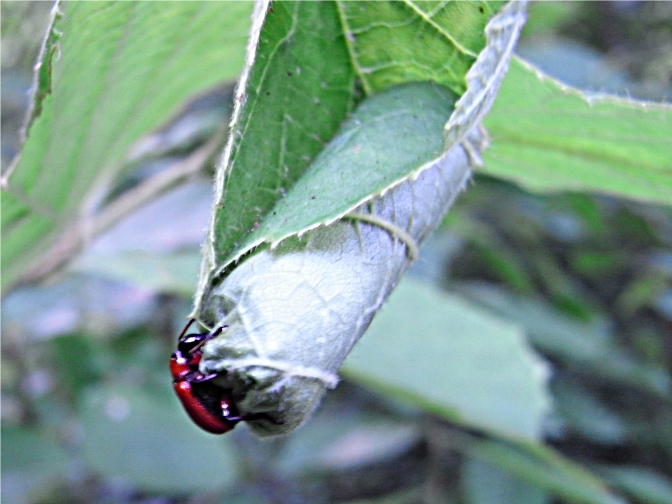
18: und nach einem weiteren Umlauf
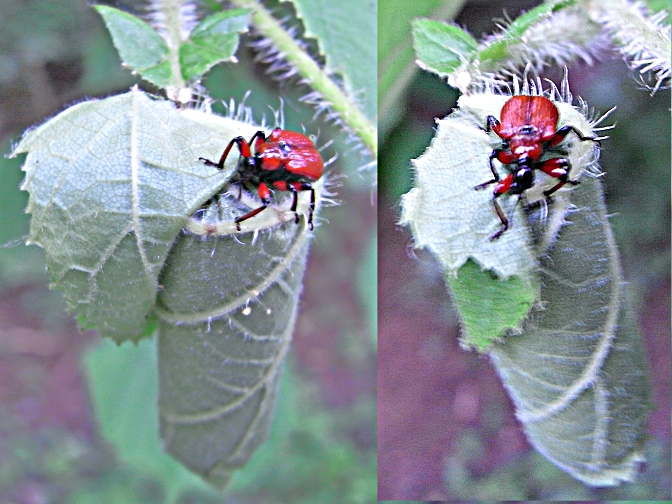
19: Der Rest der Blattspreite wird nun über den Wickel gezogen, so gelangt ein Stück Blattoberseite nach außen
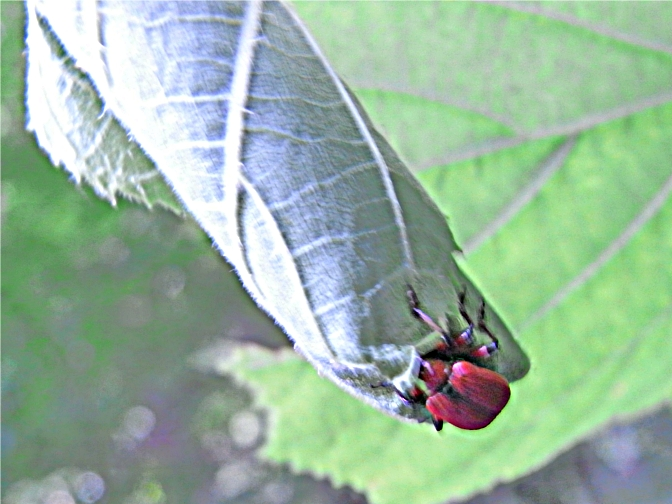
20: Das dem Blattrand entsprechende Ende des Wickels wir durch Falten und „Nieten“ stabilisiert
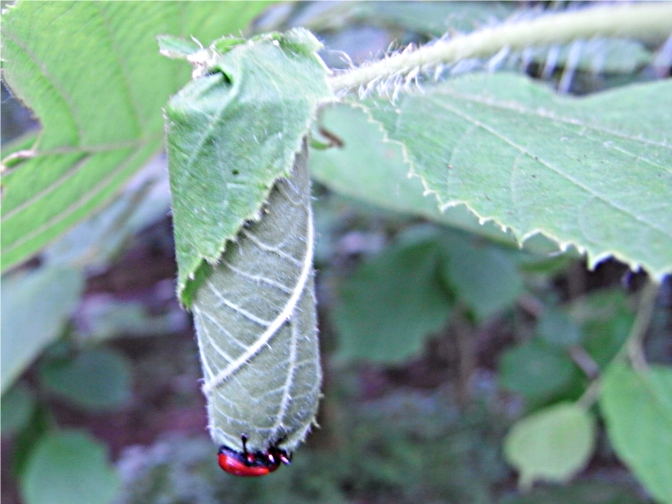
21: Beide Enden des Wickels werden sorgfältig nachgearbeitet. Dann wird
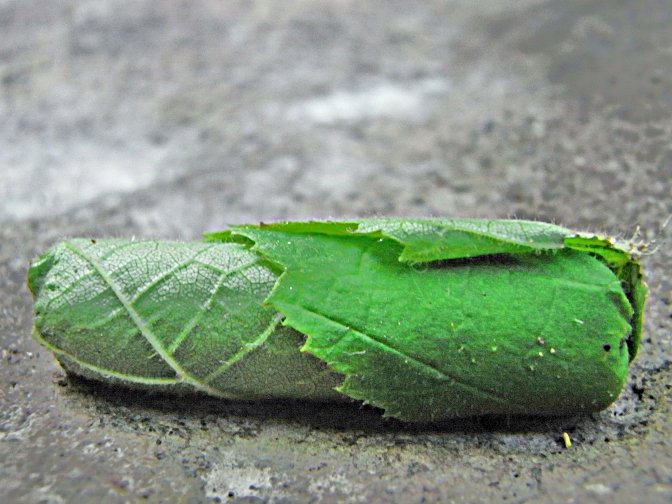
22: der verbliebene Abschnitt zwischen dem rechten und linken Einschnitt beim Stängel durchbissen. Der fertige Wickel fällt zu Boden
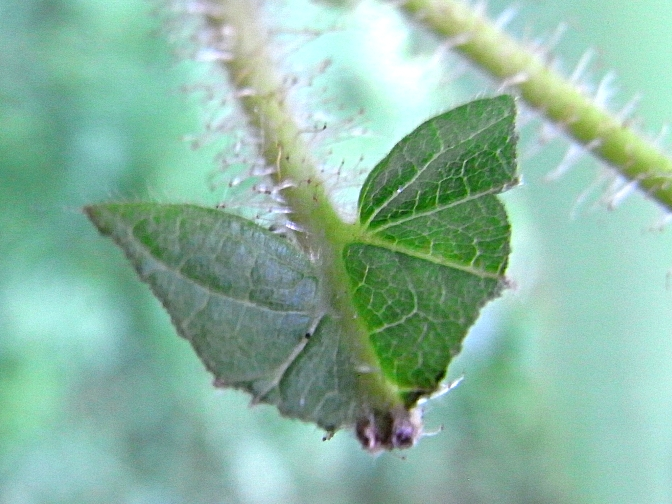
23: Am Stängel verbleiben nur der Ansatz der Blattspreite mit inzwischen geschwärzten Rändern (außer beim zuletzt durchbissene Stück)
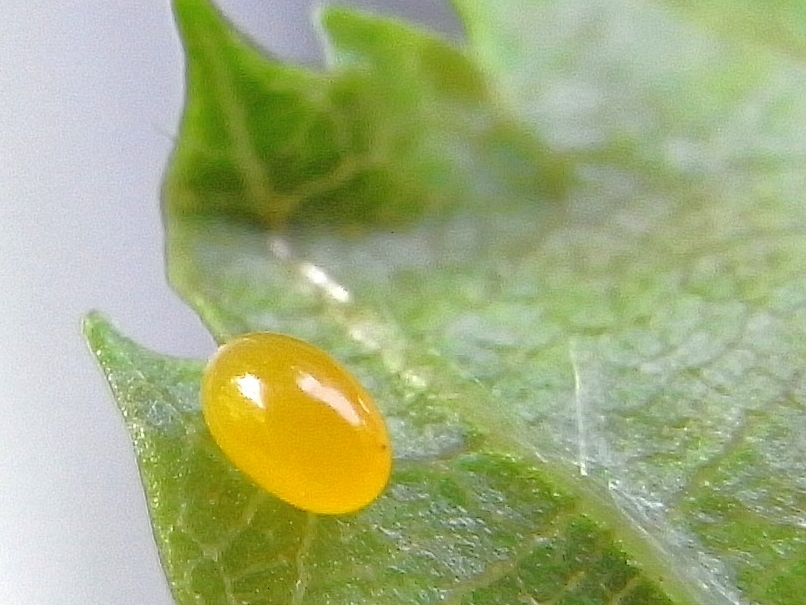
24: Das Ei wird zu einem frühen Zeitpunkt der Herstellung des Wickels in eine Tasche abgelegt.

## Verbreitung und Vorkommen
Die Käfer findet man in Mitteleuropa von Mai bis September auf der Wirtspflanze, der Hasel. Nur ausnahmsweise werden auch andere Laubbäume, etwa Erlen, Birken oder Hainbuchen als Wirtspflanzen genutzt. Entsprechend dem Vorkommen der Wirtspflanzen finden wir die Art in Laubwäldern an lichten Stellen, beispielsweise an Waldrändern, häufig auf der Blattunterseite der Wirtspflanze. Die Art ist in Europa, Nordafrika und Teilen von Asien verbreitet.